# Flora Suecica

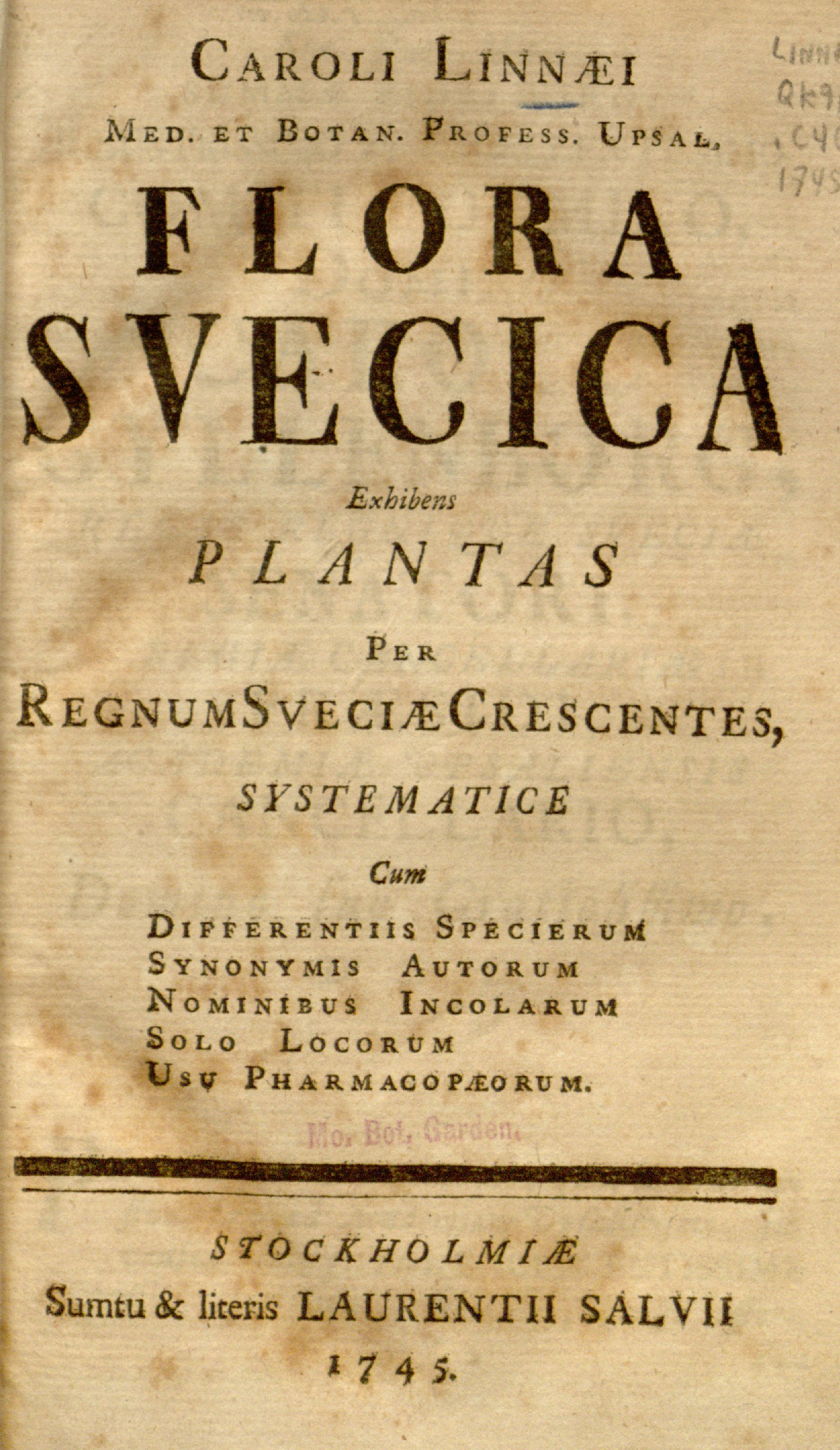
Titelblatt der 1. Auflage von Flora Suecica

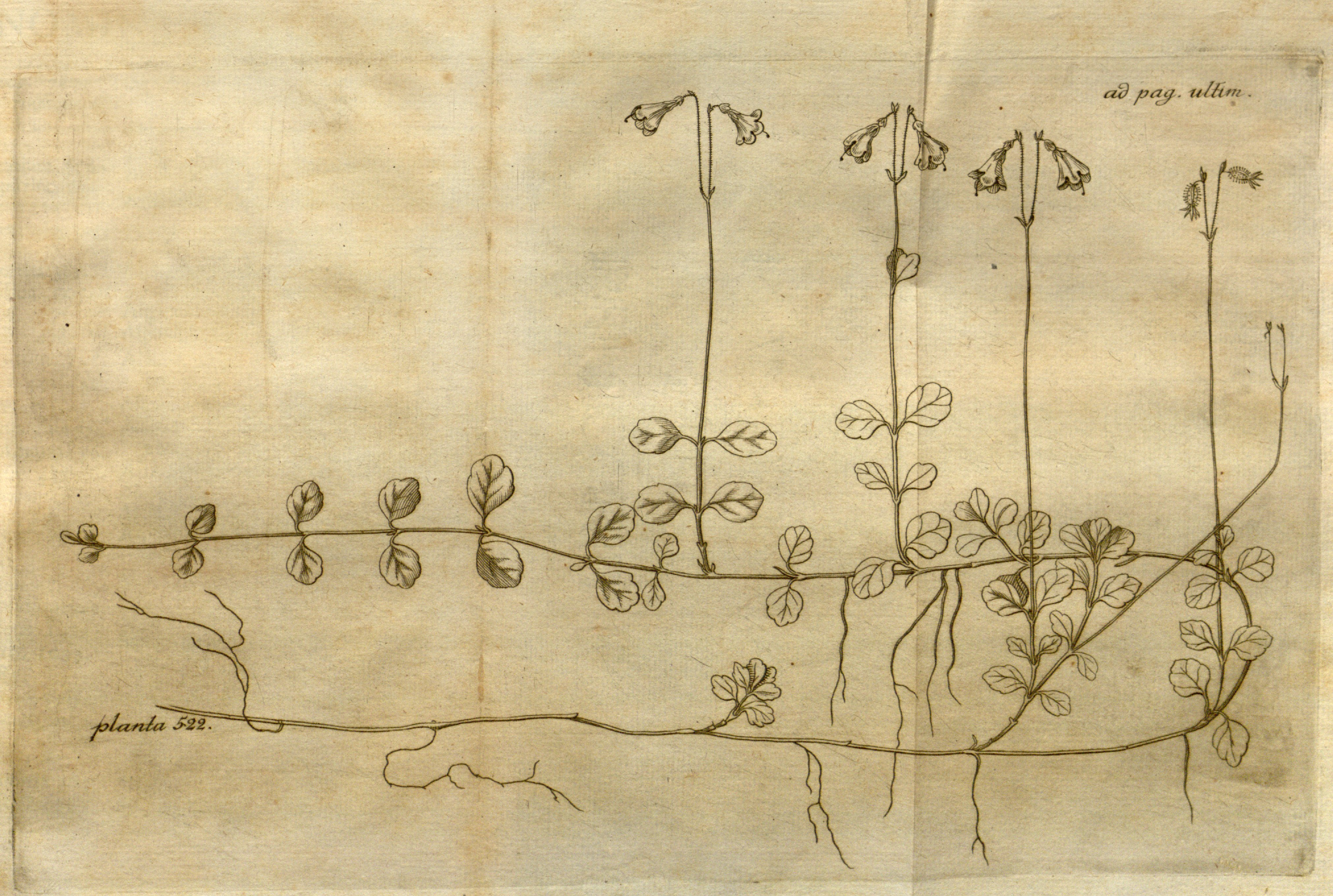
Die einzige Tafel zeigt das Moosglöckchen (Linnaea borealis)

Flora Suecica ist der Titel eines Werkes von Carl von Linné, in dem er die Flora seines Heimatlandes Schweden nach seinem Sexualsystem der Pflanzen katalogisierte.

## Werk
Die erste Auflage erschien 1745 unter dem vollständigen Titel Flora Suecica, exhibens Plantas per Regnum Sueciae crescentes, systematice cum differentiis Specierum, synonymis Autorum, nominibus Incolarum, solo Locorum, usu Pharmacopaeorum beim Stockholmer Verleger Lars Salvius (1706–1773). Es ist Carl Gyllenborg gewidmet. Die Widmung der ersten Auflage ist auf den 10. August 1745 datiert. Die erste Auflage enthielt 1140 Pflanzen, bei der zweiten waren es 1296.
Eine Rezension erschienen in der schwedischen Zeitschrift Lärda tidningar (1745)
Im Inhaltsverzeichnis (Innehald) seines im gleichen Jahr erschienenen Reiseberichtes über die Inseln Öland und Gotland Öländska och Gothländska Resa verweist Linné in Form eines zweiteiligen Indexes auf Flora Suecica. So wird beispielsweise auf die Art Ähriger Ehrenpreis (Veronica spicata) als „Veronica 7. Spicata 72.“ verwiesen.
Die zweite Auflage von Fauna Suecica (1761) enthält unter dem Titel Florae Suecicae novitiae eine Liste schwedischer Pflanzen, die nach dem Erscheinen der zweiten Auflage der Flora Suecica bekannt geworden sind.

## Inhalt

### Gliederung
- Praefatio
- Opera Botanica Suecorum
- Classis I. Monandria
- Classis II. Diandria
- Classis III. Triandria
- Classis IV. Tetrandria
- Classis V. Pentandria
- Classis VI. Hexandria
- Classis VII. Heptandria
- Classis VIII. Octandria
- Classis IX. Enneandria
- Classis X. Decandria
- Classis XI. Dodecandria
- Classis XII. Icosandria
- Classis XIII. Polyandria
- Classis XIV. Didynamia
- Classis XV. Tetradynamia
- Classis XVI. Monadelphia
- Classis XVII. Diadelphia
- Classis XVIII. Polyadelphia
- Classis XIX. Syngenesia
- Classis XX. Gynandria
- Classis XXI. Monoecia
- Classis XXII. Dioecia
- Classis XXIII. Polygamia
- Classis XXIV. Cryptogamia
- Appendix
- Nomina Botanica
- Nomina Suecica
- Pharmacopseorum Plantae Officinales
- Addenda
- Emendanda

### Auflagen
- 1. Auflage, Lars Salvius, Stockholm 1745, 8°, 419 Seiten, 1 Tafel.
- 1. Auflage, Conrad et Georg Jacob Wishoff, Leiden 1745, 8°, 419 Seiten, 1 Tafel – „Piratenauflage“.
- 2. Auflage, Lars Salvius, Stockholm 1755, 8°, 464 Seiten, 1 Tafel.